# Alfa-metiltriptamina
L'α-metiltriptamina (alpha-Methyltryptamine o abbreviato come αMT e AMT) è una sostanza che produce effetti psichedelici, stimolanti e entactogeni, facente parte della classe delle triptammine.
È stata originariamente sviluppato come antidepressivo dalla Upjohn nel 1960, ed è stato usato per un breve periodo di tempo come farmaco in Russia con il nome commerciale di Indopan prima di esserne interrotta la vendita legale.

## Caratteristiche chimiche
L'AMT è triptammina con un sostituente metilico al carbonio-α. Questa sostituzione lo rende un substrato relativamente povero per la monoammino ossidasi A, il che, prolungando l'emivita di αMT, gli permette di raggiungere il cervello ed entrare nel sistema nervoso centrale. 
La sua relazione chimica con la triptammina è di fatto analoga a quella tra anfetamina e feniletilammina. L'αMT è strettamente correlata al neurotrasmettitore serotonina (5-idrossitriptamina) che spiega in parte il suo meccanismo d'azione.

## Sintesi
La sintesi di αMT può essere effettuata attraverso diverse vie, le due più conosciute sono la condensazione nitroaldolica tra indolo-3-carbossaldeide e nitroetano catalizzata di acetato di ammonio e la condensazione tra indolo-3-acetone e idrossilammina seguita da una riduzione della chetossima con litio alluminio idruro.